# Szary Kierz (Pomerania)
Szary Kierz [pronunciación en polaco: /ˈʂarɨ ˈkʲɛʂ/] es un asentamiento en el distrito administrativo de Gmina Czersk, dentro del Distrito de Chojnice, Voivodato de Pomerania, en el norte de Polonia. Se encuentra aproximadamente 9 kilómetros al este de Czersk, 38 kilómetros al este de Chojnice, y 71 kilómetros al sudoeste de la capital regional, Gdańsk.
Para detalles de la historia de la región, véase Historia de Pomerania.